# Il castello del male
Il castello del male (Castle of Evil) è un film del 1966 diretto da Francis D. Lyon.
È un film horror a sfondo fantascientifico statunitense incentrato su un robot assassino con Scott Brady, Virginia Mayo e David Brian.

## Produzione
Il film, diretto da Francis D. Lyon su una sceneggiatura di Charles A. Wallace, fu prodotto da Earle Lyon per la United Pictures. Il titolo di lavorazione fu  The Haunting of Castle Montego.

## Distribuzione
Il film fu distribuito con il titolo Castle of Evil negli Stati Uniti nel novembre del 1966 al cinema dalla World Entertainment.
Altre distribuzioni:
- in Brasile (O Castelo do Mal)
- in Finlandia (Kummituslinna)
- in Finlandia (Pirun testamentti)
- in Italia (Il castello del male)

## Critica
Secondo il Morandini il film è "orrorifico più che fantascientifico" e "fa a pugni con la logica, il buon gusto e il buon cinema". Secondo Leonard Maltin "i produttori avrebbero dovuto usare i soldi della produzione per comprare un negozio di caramelle".

## Promozione
Le tagline sono:
- Funeral Expenses Guaranteed by a Major North American Insurance Company
- The chamber of horrors lives again!
- Go one step beyond the grave!
- So terrifying!... We have reserved your coffin!... If you D.D. (drop dead) while watching: Castle of Evil